# Anthribinae

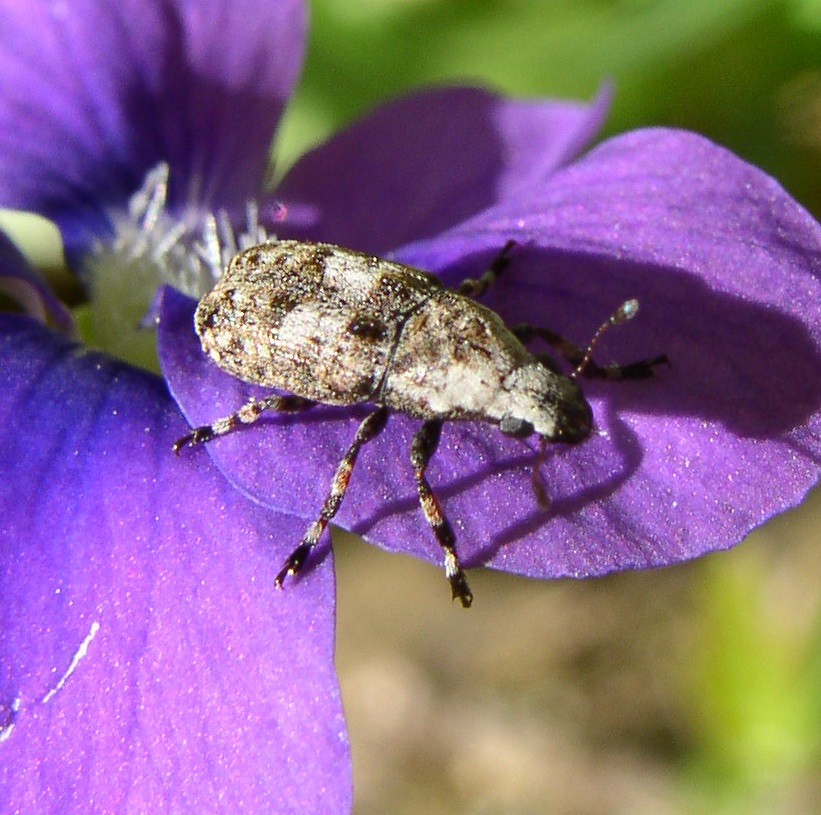
Euparius marmoreus

Anthribinae es una subfamilia de coleópteros polífagos pertenecientes a la familia Anthribidae. Contiene las siguientes subtribus:

## Tribus
Anthribini - 
Basitropini - 
Cappadocini - 
Corrhecerini - 
Cratoparini - 
Decataphanini - 
Discotenini - 
Ecelonerini - 
Gymnognathini - 
Ischnocerini - 
Jordanthribini - 
Mauiini - 
Mecocerini - 
Mycteini - 
Ozotomerini - 
Piesocorynini - 
Platyrhinini - 
Platystomini - 
Proscoporhinini - 
Ptychoderini - 
Sintorini - 
Stenocerini - 
Tophoderini - 
Trigonorhinini - 
Tropiderini - 
Xenocerini - 
Xylinadini - 
Zygaenodini -
†Cretanthribini -

## Géneros sin clasificar
Relación de géneros de la tribu, aún no clasificados:
| - Androporus - Arecopais - Cacephatus - Caliobius - Cerius - Dasyanthribus - Etnalis - Euciodes | - Eugonissus - Garyus - Gynarchaeus - Helmoreus - Hoherius - Hoplorhaphus - Isanthribus - Lawsonia | - Lichenobius - Lophus - Morimotanthribus - Phymatus - Pleosporius - Sharpius - Tribasileus - Xenanthribus |